# Šutruk-Nahhunte III.
Šutruk-Nahhunte III. (auch Schutruk-Nahhunte, Sutruk-Nahhunte) war ein elamitischer König, der von etwa 717 bis 699 v. Chr. regierte.
Schutruk-Nahhunte ist aus babylonischen Chroniken, assyrischen Quellen und Inschriften aus Susa bekannt. Die Texte aus Susa berichten meist von Bauarbeiten an diversen Tempeln.
Aus assyrischen Quellen (den Chorsabad-Annalen) erfährt man von Streitigkeiten mit Sargon II., der sich zum Ziel gesetzt hatte Babylon zu erobern. Um dieses Ziel zu erlangen, griff er im Jahr 710 v. Chr. zunächst dessen schwächere Nachbarn und Verbündete an, wozu auch das Reich von Elam gehörte. Im zwölften Regierungsjahr von Sargon II. kam es zu einem Feldzug. Er nahm die Stadt Dur-Athara ein und konnte 18.430 von deren Einwohnern gefangen nehmen und deportieren. Daraufhin nahm er die Städte Sam'una und Bab-Duri ein und konnte erneut zahlreiche Gefangene nehmen. Zum Schluss belagerte er Bit-Imbi, doch da das Reich von Elam schon sehr geschwächt war, zog er zum Euphrat, um sich anderen Zielen zu widmen.
Im folgenden Jahr gab es weitere Streitigkeiten zwischen den beiden Reichen. Diesmal ging es um Ellipi, dessen Herrscher Dalta verstorben war. Nach dessen Tod kam es zu einem Machtkampf, da er offensichtlich keinen Erben hinterlassen hatte. Elam kam mit 4500 Bogenschützen, um den Thronanwärter Nibe zu unterstützen. Die Assyrer mischten sich ein und unterstützten Ischpabara, den anderen Thronanwärter. Sie behaupteten in ihren Texten, dass sie die Elamer vertreiben konnten.
703 v. Chr. schickte Šutruk-Naḫḫunte den Häuptling der Suti Nergal-naṣir, „furchtlos in der Schlacht“, zusammen mit General Tannanu, dem taslisu-Beamten, zehn rab-kisri Befehlshabern, 80.000 Bogenschützen und Reitern Marduk-Baladan zur Hilfe gegen Sanherib, wenn auch ohne Erfolg.